# Frères ennemis (film, 1927)
Pour les articles homonymes, voir Frères ennemis.
Pour plus de détails, voir Fiche technique et Distribution.
Frères ennemis (Rolled Stockings) est un film américain réalisé par Richard Rosson, sorti en 1927.

## Fiche technique
- Titre français : Frères ennemis
- Titre original : Rolled Stockings
- Réalisation : Richard Rosson
- Scénario : Percy Heath, Julian Johnson et Frederica Sagor Maas
- Photographie : Victor Milner
- Pays de production :  États-Unis
- Format : Noir et blanc - 1,33:1 - Film muet
- Date de sortie : 1927

## Distribution
- James Hall : Jim Treadway
- Louise Brooks : Carol Fleming
- Richard Arlen : Ralph Treadway
- David Torrence : Mr Treday
- El Brendel : Rudolph
- Chance Ward : Coach